# Hanna Szymańska
Hanna „Hania“ Szymańska-Wasylewska (* 11. Mai 1944 in Rzeszów; † 25. September 2010 in Krakau) war eine polnische Archäologin mit dem Schwerpunkt auf mediterranen Kulturen, deren wissenschaftliche Karriere eng mit dem Archäologischen Museum in Krakau verbunden war.

## Leben und Leistungen
Hanna Szymańska wurde in eine Rechtsanwaltsfamilie geboren. Nachdem sie 1962 ihren Schulabschluss am Krakauer Lyzeum Zofia Nałkowska gemacht hatte, begann sie an der Jagiellonen-Universität daselbst mit dem Studium der Mediterranen Archäologie. 1967 schloss sie ihr Studium zunächst mit dem Diplom ab, ihre Diplomarbeit verfasste sie zum Thema Antyczne reliefy terakotowe w zbiorach krakowskich (Antike Terrakotta-Reliefs in den Krakauer Sammlungen). Als Studentin engagierte sie sich in verschiedenen Studentenorganisationen. Im März 1968 ging sie für ein Jahr nach Paris, um ihre Kenntnisse der französischen Sprache zu verbessern. Danach beherrschte sie die Sprache perfekt. Sie war auch im Englischen sehr versiert. In Paris unterstützte sie auch Odette Sargnon bei der Arbeit am Manuskript zu deren bedeutender Arbeit Bijoux préhelléniques zum kretisch-mykenischen Schmuck. Nach der Rückkehr arbeitete Szymańska mit einigen Werkverträgen ausgestattet für die Universität. Zudem erschien 1970 mit Agent Władysława Czartoryskiego w Egipcie, über die Frau von Władysław Czartoryski und ihre Tätigkeiten in Ägypten, ihr erster Artikel in der Zeitschrift Meander. Mehr als 90 weitere sollten bis zu ihrem Tod folgen. 1979 erfolgte die Promotion bei Maria Ludwika Bernhard, die Dissertation verfasste sie zum Thema Nurty stylistyczne w koroplastyce Egiptu grecko-rzymskiego (Stilistische Trends bei Terrakottafiguren aus dem griechisch-römischen Ägypten), womit sie an ihre Diplomarbeit anknüpfte. Die Arbeit Terres cuites d’Athribis, basierend auf Material aus den Ausgrabungen von 1959 bis 1991 im ägyptischen Tell Atrib, wurde von der Association Égyptologique Reine Élisabeth beim angesehenen Brüsseler Verlag Brepols publiziert. Vor der Fertigstellung eines daran anknüpfenden Bandes für die Jahre 1992 bis 1999 verstarb Szymańska. Als akademische Lehrerin wirkte sie an der Krakauer Universität, an der Polnischen Akademie der Wissenschaften in Warschau, an der Universität Trier, an der Forschungsstation des Zentrums für Mittelmeerarchäologie der Universität Warschau in Kairo sowie der École française d’Athènes. Nachdem sie mehrere Jahre an der Päpstlichen Universität Johannes Paul II. in Krakau Lehrveranstaltungen gegeben hatte, erhielt Szymańska dort 2007 den Lehrstuhl für Antike und Mittelalterliche Geschichte.
Die eigentliche wissenschaftliche Karriere begann 1971, als Szymańska als Assistentin an der Abteilung für Mediterrane und Nichteuropäische Archäologie am Archäologischen Museum Krakau zu arbeiten begann. Hier machte sie Karriere: 1992 wurde sie Leiterin der Abteilung, 2000 wurde sie Diplom-Kuratorin. Sie kuratierte im Lauf ihrer Karriere 12 internationale Ausstellungen. Daneben war sie auch für die Kuratierung von zwei Dauerausstellungen mitverantwortlich: mit Krzysztof Babraj an Die Götter des Alten Ägyptens, die als eine der besten ihrer Art in der Welt gilt, sowie Die peruanischen Sammlungen von Władysław Kluger. Als Feldforscherin nahm sie 1973 und 1975 an Grabungen der Universität Warschau im bulgarischen Novae teil, 1979 und 1989 in Kom el-Dikka (Alexandria) und 1999/2000 bei einer französisch-polnischen Ausgrabung in Dendera. Ihre wichtigste Ausgrabung war indes seit 1991 die von Karol Myśliwiec geleitete Grabung in Tell Atrib, die sie als dessen Nachfolgerin 1998/99 leitete. 2001 bis 2003 leitete sie für drei Kampagnen die Erforschung einer byzantinischen Stätte in Marea. Ihre Arbeiten machten Szymańska zu einer international angesehenen Forscherin. Sie erhielt verschiedentlich internationale Stipendien, so 1979 und 1989 vom ägyptischen Bildungsministerium, 1983 von der Foundation Hardt in Genf, 1992 und 1993 vom Deutschen Archäologischen Institut und 1996 vom DAAD und der Universität Trier. 1998 konnte sie als Inhaberin des Mellon Research Fellowship an der American School of Classical Studies at Athens in Athen forschen, 2004 mit einem Stipendium der Lanckoronski Foundation and Te De Brzezie Lanckoronski Foundation in London. Szymańska war neuen Entwicklungen gegenüber offen. 1995 war sie eine der ersten Archäologinnen, die ein interdisziplinäres Projekt zur Erforschung ägyptischer Mumien initiierten, das eine Mumie einer Priesterin aus ptolemäischer Zeit untersuchte, die 1906 bei Ausgrabungen unter der Leitung von Tadeusz Smoleński in el-Gamhud gefunden wurde.
Szymańska engagierte sich zu Beginn der 1980er Jahre auch politisch. 1980 wurde sie zur Sekretärin der Solidarność-Gruppe am Archäologischen Museum Krakau gewählt. Später gehörte sie der von Mirosław Dzielski initiierten illegalen Krakowskie Towarzystwo Przemysłowe (Krakauer Industriegesellschaft) an. Die KTP, der Salon der Rechten, in dem sich christlich-liberale Intellektuelle und Geschäftsleute wie Stefan Kisielewski, Piotr Wierzbicki, Aleksander Hall, Tadeusz Syryjczyk und Stanisław Stomma sammelten, traf sich bis zur offiziellen Zulassung Ende September 1987 im Haus von Szymańska und ihrer Mutter Irena. In dieser Zeit wurden das Haus und beide Frauen von der Geheimpolizei Służba Bezpieczeństwa überwacht.
Szymańskas Forschungsschwerpunkte lagen zum einen bei der Archäologie des griechisch-römischen und byzantinischen Ägyptens, zum andern bei den antiken Terrakotten. In ihrer Dissertation brachte sie beide Bereiche direkt zusammen und trug auch sonst zur Erforschung dieser Materialgruppe bei. Sie erkannte bei den Terrakotten die mit diesen zusammenhängenden religiösen, sozialen und kulturellen Aspekte und betrachtete sie auf der anderen Seite wie kleine Skulpturen. Als Kuratorin bearbeitete sie ein sehr weites Gebiet verschiedener archäologischer Kulturen bis hin zu meso- und südamerikanischen Kulturen Altamerikas. Über viele Jahre war sie Mitarbeiterin am Lexicon Iconographicum Mythologiae Classicae. Von 1982 bis 2000 war Szymańska Schriftleiterin der Zeitschrift Materiały Archeologiczne. Aus Anlass ihres zehnten Todestages wurde ihr eine Festschrift gewidmet, in der 20 Autorinnen und Autoren 17 Artikel publizierten, darunter Antje Krug und Nina Willburger aus Deutschland sowie Karol Myśliwiec, Adam Lukaszewicz, Barbara Lichocka, Tomasz Derda und Ewa Laskowska-Kusztal.